# Héctor Campana
Héctor Óscar Campana Marcomini, noto come "Pichi" (Córdoba, 10 novembre 1964), è un ex cestista e politico argentino.

## Biografia
Con l'Argentina ha disputato tre edizioni dei Campionati mondiali (1986, 1990, 1994) e due dei Campionati americani (1992, 1997).
Dal 2007 al 2011 è stato vicegovenratore della provincia di Córdoba.

## Palmarès
- Coppa Intercontinentale: 1

Obras Sanitarias: 1983